# ロビー・スコット
ロバート・ジョン・スコット（Robert John Scott, 1989年8月29日 - ）は、アメリカ合衆国フロリダ州マイアミ出身のプロ野球選手（投手）。左投両打。アトランティックリーグのケンタッキー・ワイルドヘルス・ゲノムズ所属。
愛称はボブ・O。

## 経歴

### プロ入りと独立リーグ時代
2011年、独立リーグであるノース・アメリカン・リーグのユマ・スコーピオンズでプロ生活をスタートさせ、7試合（先発1試合）に登板して1勝0敗、防御率0.00、19奪三振を記録した。

### レッドソックス時代
2011年8月9日にボストン・レッドソックスと契約し、この年は傘下の2球団（ルーキー級ガルフ・コーストリーグ・レッドソックスとA-級ローウェル・スピナーズ）合計で6試合に登板して1勝1敗2セーブ、防御率1.38、16奪三振を記録した。
2012年はルーキー級ガルフ・コーストリーグ・レッドソックスでプレーし、14試合に登板して0勝0敗1セーブ、防御率0.44、23奪三振を記録した。
2013年はA+級セイラム・レッドソックスでプレーし、31試合に登板して4勝4敗2セーブ、防御率2.79、44奪三振を記録した。
2014年はAA級ポートランド・シードッグスでプレーし、35試合（先発1試合）に登板して8勝2敗3セーブ、防御率1.96、51奪三振を記録した。オフにはアリゾナ・フォールリーグに参加し、サプライズ・サグアロスに所属した。
2015年はAA級ポートランドとAAA級ポータケット・レッドソックスでプレーし、38試合（先発3試合）に登板して2勝2敗1セーブ、防御率4.42、68奪三振を記録した。
2016年は開幕からAAA級ポータケットでプレーし、32試合（先発6試合）に登板して4勝3敗、防御率2.54、73奪三振を記録した。9月2日にメジャー契約を結んでアクティブ・ロースター入りし、同日のオークランド・アスレチックス戦でメジャーデビュー。この年メジャーでは7試合に登板して1勝0敗、防御率0.00、5奪三振を記録した。
2017年はリリーフ陣の一角として起用され、57試合にリリーフ登板した。2勝1敗、防御率3.79という成績に加え、被安打と四球が少なかった為、1.00未満のWHIP (0.98）を記録した。
2018年は新たに監督に就任した監督のアレックス・コーラが左投手の中継ぎにボビー・ポイナーを選んだためにAAA級ポータケットで開幕を迎える。6月19日にメジャーに昇格し、1登板しただけで23日にAAA級ポーケタットに降格した。7月11日にまたメジャーに昇格したが、また1登板のみで14日にAAA級ポータケットに降格となる。9月1日にセプテンバー・コールアップによりメジャーに昇格した。レギュラーシーズンでは9登板で6回と2/3回を投げ、0勝1敗、防御率8.10と登板数も減り、防御率も上がってしまった。チームは108勝54敗で、ワールドシリーズも優勝を果たす。自身のキャリアで初めてのワールドシリーズ優勝だったが、ポストシーズンのロースターには入らなかった。

### ダイヤモンドバックス時代
2018年12月10日にウェイバー公示でシンシナティ・レッズへ移籍したが、12月21日にDFAとなった。
その後、12月30日に金銭トレードで、アリゾナ・ダイヤモンドバックスへ移籍した。
2019年は11試合に登板して1勝0敗、防御率4.91、9奪三振を記録した。オフの10月31日にマイナー契約で傘下のAAA級リノ・エーシズへ配属され、11月7日にFAとなった。

### 独立リーグ時代
2020年4月24日に独立リーグ・アトランティックリーグのハイポイント・ロッカーズと契約したが、新型コロナウイルスの感染拡大によりリーグの開催が中止となったため退団し、一時的に結成された独立リーグであるコンステレーション・エナジー・リーグのシュガーランド・スキーターズでプレーした。
2021年5月21日に、アトランティックリーグのガストニア・ハニーハンターズと契約した。

### メキシカンリーグ時代
2021年7月17日にメキシカンリーグのモンテレイ・サルタンズと契約した。

### 独立リーグ時代
2022年4月21日にアトランティックリーグのケンタッキー・ワイルドヘルス・ゲノムズと契約した。

## 詳細情報

### 年度別投手成績
| 年 度    | 球 団    | 登 板 | 先 発 | 完 投 | 完 封 | 無 四 球 | 勝 利 | 敗 戦 | セ 丨 ブ | ホ 丨 ル ド | 勝 率 | 打 者 | 投 球 回 | 被 安 打 | 被 本 塁 打 | 与 四 球 | 敬 遠 | 与 死 球 | 奪 三 振 | 暴 投 | ボ 丨 ク | 失 点 | 自 責 点 | 防 御 率 | W H I P |
| -------- | -------- | ----- | ----- | ----- | ----- | -------- | ----- | ----- | -------- | ----------- | ----- | ----- | -------- | -------- | ----------- | -------- | ----- | -------- | -------- | ----- | -------- | ----- | -------- | -------- | ------- |
| 2016     | BOS      | 7     | 0     | 0     | 0     | 0        | 1     | 0     | 0        | 1           | 1.000 | 25    | 6.0      | 6        | 0           | 2        | 0     | 0        | 5        | 1     | 0        | 0     | 0        | 0.00     | 1.33    |
| 2017     | BOS      | 57    | 0     | 0     | 0     | 0        | 2     | 1     | 0        | 12          | .667  | 141   | 35.2     | 22       | 7           | 13       | 1     | 3        | 31       | 3     | 0        | 16    | 15       | 3.79     | 0.98    |
| 2018     | BOS      | 9     | 0     | 0     | 0     | 0        | 0     | 1     | 0        | 1           | .000  | 40    | 6.2      | 10       | 2           | 5        | 2     | 5        | 8        | 0     | 0        | 6     | 6        | 8.10     | 2.25    |
| 2019     | ARI      | 11    | 0     | 0     | 0     | 0        | 1     | 0     | 0        | 0           | 1.000 | 37    | 7.1      | 8        | 1           | 7        | 0     | 0        | 9        | 0     | 0        | 4     | 4        | 4.91     | 2.05    |
| MLB：4年 | MLB：4年 | 84    | 0     | 0     | 0     | 0        | 4     | 2     | 0        | 14          | .667  | 243   | 55.2     | 46       | 10          | 27       | 3     | 8        | 53       | 4     | 0        | 26    | 25       | 4.04     | 1.31    |

- 2020年度シーズン終了時

### 年度別守備成績
| 年 度 | 球 団 | 投手（P） | 投手（P） | 投手（P） | 投手（P） | 投手（P） | 投手（P） |
| 年 度 | 球 団 | 試 合     | 刺 殺     | 補 殺     | 失 策     | 併 殺     | 守 備 率  |
| ----- | ----- | --------- | --------- | --------- | --------- | --------- | --------- |
| 2016  | BOS   | 7         | 0         | 0         | 0         | 0         | ----      |
| 2017  | BOS   | 57        | 5         | 1         | 4         | 0         | 1.000     |
| 2018  | BOS   | 9         | 0         | 0         | 0         | 0         | ----      |
| MLB   | MLB   | 73        | 5         | 1         | 4         | 0         | 1.000     |

- 2018年度シーズン終了時

### 背番号
- 72（2016年）
- 63（2017年 - 2019年）